# Jeanne Bucher
Marie-Jeanne Bucher (Guebwiller, Gran Este, 16 de febrero de 1872-París, 1 de noviembre de 1946) fue una marchante de arte francesa, fundadora de la galería Jeanne Bucher.

## Biografía
Jeanne Bucher, nacida en Guebwiller, fue hermana de Pierre Bucher, ardiente defensor de la pertenencia de Alsacia a Francia durante el periodo alemán.
Llegó a París en 1920, donde frecuentó a Edmond Bernheim, Jean Lurçat, Jean Dalsace, Dollie y Pierre Chareau.
En 1895 se casó con el pianista de origen suizo Fridolin Blumer, con quien tuvo dos hijas, nacidas en 1898, y Sybille en 1901. En 1900, conoció al poeta Charles Guérin. De su amistad nació una pasión mutua, a la que ella puso fin al pedírselo su esposo.
Entre 1902 y 1922 dejó Estrasburgo para ir a Suiza y para convertirse en bibliotecaria. Luego estudió enfermería y trabajó como enfermera voluntaria en Lyon durante la Primera Guerra Mundial. Tras su separación de Fridolin Blumer, se mudó a París en 1922.
Primero trabajó como secretaria en el teatro de Vieux-Colombier y luego en la librería de Jean Budry.
Abrió su primera galería-librería en 1925, en un anexo de la tienda de exposiciones Pierre Chareau, donde conoció al escritor y editor Georges Hugnet. Sus primeras exposiciones estuvieron dedicadas al cubismo y especialmente a las esculturas de Jacques Lipchitz. Cuando las dificultades financieras la obligaron a vender su galería de arte, participó en exposiciones organizadas por Marie Cuttoli, en la calle Vignon.
En 1936, Jeanne Bucher reabrió una galería en un apartamento del piso superior, al final de un patio, en el número 9 ter del Boulevard du Montparnasse, encontrándose muy protegida por la amistad con Jean Lurçat y Georges Hugnet, a quienes incluyó en sus exposiciones,  además de a Pablo Picasso, Joan Miró, Kandinsky, Henri Laurens, Georges Gimel, Jacques Lipchitz, Max Ernst, André Masson, Jean-Michel Coulon, Paul Cognasse, Nicolas Eekman, Robert Lotiron, Jean-Francis Laglenne y Jean Signovert. También publicó libros de arte como Una semana de bondad de Max Ernst en 1934.
Durante la Segunda Guerra Mundial ayudó a esconderse en París a la fotógrafo Rogi André, primera esposa de André Kertész, quien se había visto obligada a huir a la zona libre y a refugiarse en Turena debido a sus orígenes judíos.
En 2004, la galería fue adquirida por Véronique Jaeger y renombrada Galerie Jeanne Bucher Jaeger en 2015. Se abrió un nuevo espacio de exhibición en el barrio parisino de Marais.

## Ediciones Jeanne Bucher
El apoyo de Jeanne Bucher a los artistas de vanguardia también tomó forma a través de la publicación de libros-arte. Apasionada por la poesía y la literatura, esta actividad editorial fue una oportunidad para crear colaboraciones entre artistas y escritores a los que admiraba. Cada publicación se anunció en Les Cahiers d'Art y fue objeto de una suscripción y una presentación específica en la galería Jeanne Bucher. De 1925 a 1943, se publicaron 28 libros, con escasa tirada y editados cuidadosamente. Entre todas estas publicaciones hay portfolios de obras de artistas y colecciones de grabados originales. Todos estos trabajos muestran una variedad en la elección de artistas que provienen de horizontes muy diversos: de Jean Lurçat a André Bauchant, pasando por Louis Marcoussis y Jacques Lipchitz. Sin embargo, la mayoría de las publicaciones están vinculadas al surrealismo y participan en la aparición y difusión del movimiento patrocinado por André Breton. Estas incluyen: Histoire Naturelle (Historia Natural) por Max Ernst en 1926 con una introducción de Jean Arp; Indicateur des chemins du cœur (Indicador de los caminos del corazón) de Tristan Tzara con grabados de Louis Marcoussis; Une semaine de bonté ou Les sept éléments capitaux (Una semana de bondad o Los siete elementos principales) de Max Ernst en 1934; Petite anthologie poétique de Surrealisme (Pequeña antología poética del surrealismo) de Georges Hugnet en 1934; La séptieme face du dé (La séptima cara del dado) de Georges Hugnet con una portada de Marcel Duchamp; Les mains libres (Las manos libres) con dibujos de Man Ray que ilustran poemas de Paul Éluard en 1939; Œilllades ciselées en branche (Ojeadas talladas en rama) con dibujos de Hans Bellmer y texto de Georges Hugnet.
Su actividad editorial se detuvo en 1943, probablemente por razones económicas. Entre los proyectos de publicación que se abandonaron hay un álbum de grabados de André Masson con un texto de Georges Bataille que se hubiera llamado Sacrificios. En 1943, el último trabajo de las ediciones de Jeanne Bucher se enlaza con la actualidad de su época: L'An quarante (El año cuarenta) de Marie-Laure de Noailles, con un retrato de la autora por Valentine Hugo. La mayoría de estos trabajos son actualmente muy buscados por los bibliófilos.

## Sobre ella
Para esta intrépida y generosa galerista, el arte era, más que un negocio, una causa. Dio su apoyo a los artistas tachados de “degenerados” por el régimen nazi. De Chirico, Domela, Ernst, Jandinsky, Klee, Lipchitz, Miró, De Staël o Marcoussis fueron algunos de ellos. Expuso sus creaciones cuando estaban prohibidas, las salvaguardó de las requisas e incluso acogió a quienes eran perseguidos.
I Love Herstory. Jeanne Bucher

Su instinto la guiaba hacia talentos potencialmente capaces de conmover su corazón y animar su espíritu. El arte era para ella como un campo de batalla donde daría lo mejor de su fuerza.
Galerie Jeanne Bucher JaegerChristian Zervos